# كهف نينو (إسبانيا)
كهف نينو (بالإسبانية : Cueva del Niño ) هو كهف يقع في أين بإسبانيا . صُنف معلمًا تراثيًا ذو أهمية ثقافية في عام 1997.